# فرديناندو دي ميديشي

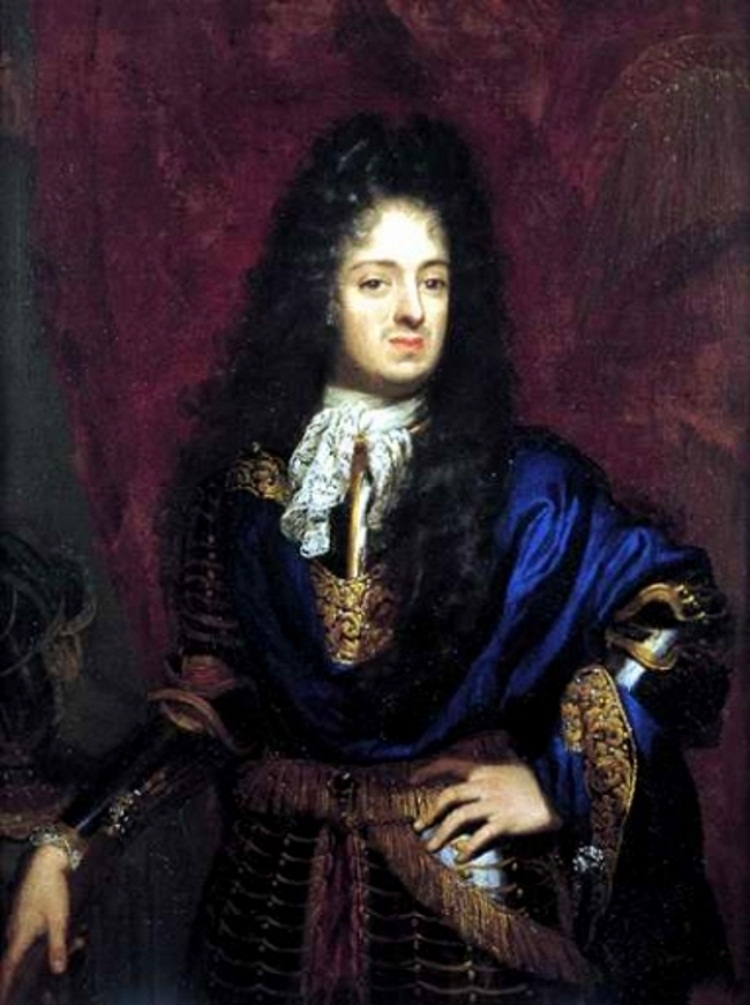
فرديناندو دي ميديشي 1687.

فرديناندو دي ميديشي (فلورنسا، 9 أغسطس 1663 - فلورنسا، 31 أكتوبر 1713) الابن البكر لغراندوق توسكانا كوزيمو الثالث ومارغريت لويز أورليان.
الخلافات الحادة بين الوالدين التي أدت للانفصال، حملته للتقرب أكثر نحو والدته، ومثلها أحب فرديناندو المتع الدنيوية والفنون والموسيقى (وهو نفسه موسيقي)، في حين مع والده كوزيمو شديد التدين والمـُرائي، لطالما كانت العلاقة متوترة.
متحرر معروف، خلال زيارة لكرنفال البندقية سنة 1696 أصيب فرديناندو بالزهري، الأمر الذي أدى إلى جنونه ثم موته في عام 1713 قبل أن يصعد العرش. في سنة 1689 تزوج من فيولانتي بياتريكس فيتلسباخ ابنة ناخب بافاريا فرديناند ماريا فيتلسباخ وهنرييته أدلهيد من سافوي، كان زواجاً غير سعيد ولم يـُثمر أبناءً. لذا عند وفاة كوزيمو الثالث، صعد العرش شقيق فرديناندو الأصغر جان غاستوني، وكان آخر أفراد آل ميديشي على عرش توسكانا : من بعده، ولانعدام الوريث، انقرضت السلالة وآلي أمر الغراندوقية إلى دوقات لورين.
يـُذكر فرديناند دي ميديشي في المقام الأول باعتباره راعي للفنون : في فيلته براتولينو (الآن فيلا ديميدوف) بنى مسرحاً من تصميم أنطونيو ماريا فيري. في فيلا دي بودجو أ كايانو جمع في غرفة واحدة مجموعة فريدة من لوحات صغيرة الحجم عددها 174 لرسامين مشاهير عدة، من بينهم ألبرشت دورر وليوناردو دا فينشي ورفائيل وروبنز وغيرهم. ومن بين الملحنين الذي عرضوا باليلاط الغراندوقي ألساندرو سكارلاتي والشاب جورج فريدريك هاندل.
في عام 1688 زار بادوفا، معينياً ضمن موظفيه للاهتمام بآلاته الموسيقية بارتولوميو كريستوفوري، مخترع الفورتبيانو سلف البيانو.